# Jean Anthelme Brillat-Savarin
Jean Anthelme Brillat-Savarin, francoski politik in odvetnik, * 1. april 1755, Belley, † 2. februar 1826, Pariz.
Brillat-Savarin je sprva podpiral francosko revolucijo, a je nato pobegnil sprva v Švico, nato pa na Nizozemsko in v ZDA. V Francijo se je vrnil leta 1797 in postal sodnik.
Poznan je bil tudi kot velik gurman.